# Área metropolitana de Burlington-South Burlington
El área metropolitana de Burlington o Área Estadística Metropolitana de Burlington-South Burlington, VT MSA, como la denomina oficialmente la Oficina de Administración y Presupuesto, es un Área Estadística Metropolitana en el estado estadounidense de Vermont. Tiene una población de 211.261 habitantes según el Censo de 2010, convirtiéndola en la 199.º área metropolitana más poblada de los Estados Unidos.

## Composición
Los 3 condados del estado de Vermont que componen el área metropolitana, junto con su población según los resultados del censo 2010:
- Chittenden – 156.545 habitantes
- Franklin – 47.746 habitantes
- Grand Isle – 6.970 habitantes

## Principales comunidades del área metropolitana
Ciudades principales o núcleo
- Burlington
- South Burlington

Otras comunidades
| - Bolton - Buels Gore - Cambridge - Charlotte - Colchester - Duxbury - Essex - Hinesburg - Huntington - Fairfax - Ferrisburg - Fletcher - Georgia - Grand Isle - Isle La Motte - Jericho | - Milton - Monkton - North Hero - Richmond - St. Albans - St. Albans - St. George - Shelburne - South Hero - Starksboro - Underhill - Vergennes - Westford - Williston - Winooski |